# Konstantin Somov
Konstantin Andreevič Somov (in russo: Константин Андреевич Сомов; San Pietroburgo, 30 novembre 1869 – Parigi, 6 maggio 1939) è stato un pittore russo.

## Biografia
Nato a San Pietroburgo nel 1869, dal 1888 al 1896 studiò all'Accademia di belle arti di San Pietroburgo e dal 1894 fu allievo di Il'ja Efimovič Repin. 
Nelle sue opere serietà ed ironia sono associate in modo personale. Il suo stile era libero e raffinato, molto attento alle rifiniture. Ammirava i pittori fiamminghi, in particolare Vermeer. Amava i temi erotici anche se inseriva elementi spaventosi o buffi. 
Le opere degli anni '90 sono pittoresche e liberamente impressionistiche, ma alla fine del secolo il suo stile cambiò. Iniziò ad accostarsi a temi inventati ed episodi del passato (spesso ambientati in epoca settecentesca o di inizio ottocento) ma da lui costruiti ed ideati, mescolando quindi una pittura realistica ma con scene inventate da lui stesso, quasi come una scenografia teatrale. 
La  Signora in blu (1897-1900) è l'opera dove Somov raggiunge il suo stile maturo: di fatti mescola qui epoche diverse (l'abito della dama appartiene alla moda di inizio Ottocento, mentre il parco in cui si colloca la figura è del XVIII secolo). La modella usata da Somov è Elizaveta Michajlovna Martynova (1868-1905), artista e compagna di studi all'Accademia d'Arte. Nonostante questa strana mescolanza di periodi storici diversi, Somov crea l'immagine di una donna sofferente.
Soggiornò a Parigi tra il 1897 e il 1898: nella capitale francese fu legato ad altri artisti russi e all'americano James Abbott McNeill Whistler. Fu tra i promotori e i massimi esponenti del movimento artistico Mir iskusstva ovvero Il Mondo dell'arte; fu anche vicino al movimento secessionista berlinese e partecipò alle mostre del 1902 e del 1906. 

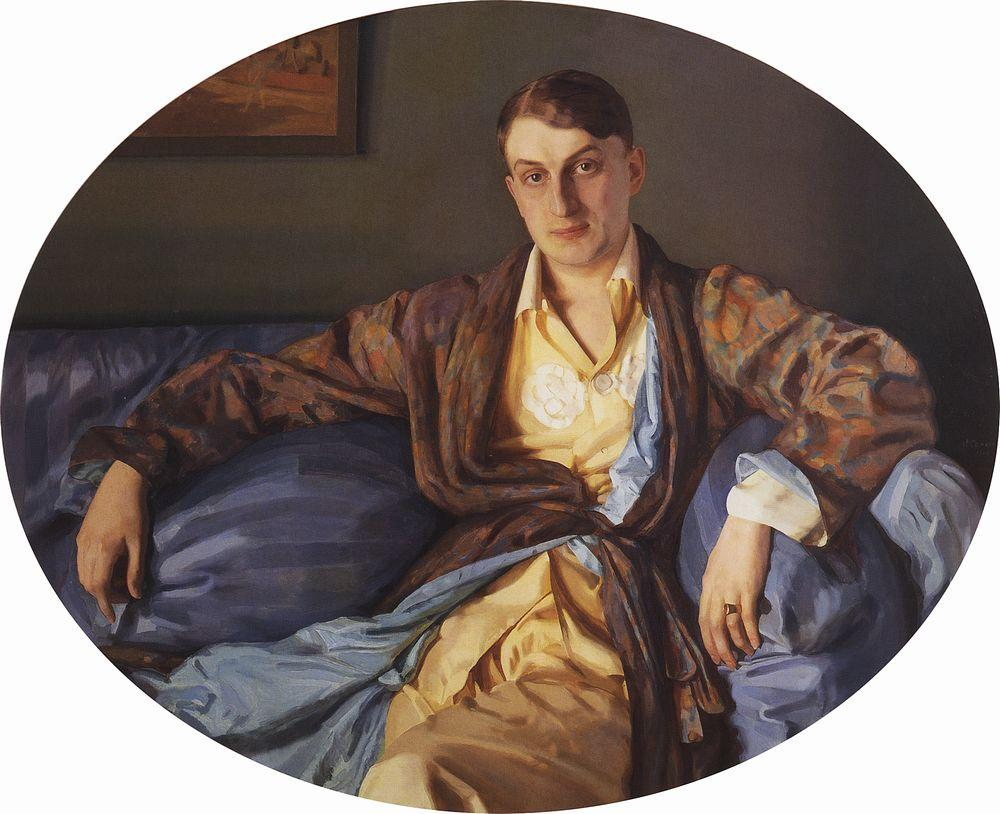
Ritratto di Mefodič Georgievič Luk'janov (1918)

Nel 1910 conobbe il diciottenne Mefodič Georgievič Luk'janov, di cui fu compagno per i vent'anni successivi e i due vissero a lungo nella fattoria che avevano acquistato a Grandvilliers. Pur essendo stato anche amante di Hugh Walpole durante la prima guerra mondiale, la relazione con Luk'janov fu la più importante della vita del pittore, che affidò a lettere e diari i suoi sentimenti e la sua reazione dopo che nel 1931 fu diagnosticata al compagno la tubercolosi che lo avrebbe portato alla morte l'anno successivo. L'artista lasciò trasparire la propria omosessualità nelle opere realizzate nell'ultimo decennio della sua carriera, dipingendo alcune tele dalle forti tinte omoerotiche.
Fu anche noto per i suoi ritratti tra cui comparivano le bellezze della società, gli amici del gruppo Mir Iskusstva e pittori e scrittori contemporanei. Spesso li ritraeva a matita, pennello e gouache. Tra i ritratti più famosi quello del poeta russo Aleksander Blok del 1907. Nel Ritratto del poeta Aleksander Blok, il volto sembra quasi una maschera rigida che cela ogni movimento, gli occhi fissi trasmettono infelicità e il mondo interiore segreto del poeta. Somov venne spesso definito un artista "gelido" perché non lasciava trasparire nulla di umano nei suoi dipinti. Predilesse sempre la tecnica dell'olio su tela che non abbandonò come fecero molti artisti del gruppo del Mondo dell'arte, ma eseguì anche numerosi acquerelli. Fu anche un apprezzato autore di ritratti e di illustrazioni per libri.  
Dopo il 1924 visse e operò tra New York e Parigi, dove morì nel 1939.